# (73441) 2002 MU3
حزب قوى التغيير والاصلاح القومي
حزب سوداني برامجي تأسس في العام ٢٠١٦ وتم عقد مؤتمره التأسيسي بمدينة الابيض بالسودان .
رئس الحزب هو د.المغيرة فضل الله السيد
نائب الرئيس هو الاستاذ محمد عباس صالح
رئيس القطاع السياسي هو الدكتور مصطفى محمد مصطفى .
بسم الله الرحمن الرحيم
جمهورية السودان
حزب قوى التغيير والإصلاح القومي
النظام الأساسي للحزب
الأبيض: 26/10/2018
حزب قوى التغيير والإصلاح القومي
النظام الأساسي للحزب
الباب الأول: الاسم، المقر، الشعار، الرمز
الباب الثاني: المبادئ والأهـداف
الباب الثالث: العضوية، فقدان العضوية، الاستقالة، والعقوبات
الباب الرابع: حقوق وواجبات الأعضاء
الباب الخامس: الهيئات والاصلاحات
الباب السادس: المداولات
الباب السابع: المالية
الباب الثامن: أحكام عامة
النظام الأساسي للحزب
الجمعة: 26/10/2018
مقدمة
إيماناً منا بالدور الريادي الذي يمكن للأحزاب والهيئات والتنظيمات السياسية لعبه لتحسين ظروف الحياة في وطننا السودان، وإدراكاً منا للحاجة الماسة التي تفرضها الاوضاع الحالية في السودان لوجود حزب سياسي وطني نشط وفعال ومبادرٍ ذي رؤية يسهم، مع غيره من القوي السياسية الأخرى، في اضفاء المزيد من الحيوية على حياتنا السياسية، ويشارك برؤاه ومجهوداته في بناء الدولة المدنية الحديثة التي هي الضمان الوحيد لتخطي كافة التحديات الحالية على اختلافها، وإعمالاً منا للفكر والتدبـُـر في الازمات العديدة التي ما انفكت تلازم بلادنا وتقعد بها عن لعب الدور الذي تستحق، تأملاً في بواعث تلك الازمات واستبصاراً في مالاتها، وبناءً على دستور 2005 المعدل، وتطابقاً مع مقتضيات القانون المنظم للأحزاب السياسية، في السودان، يسعى حزب قوى التغيير والإصلاح القومي الى تطوير واقع البلد عبر رؤية نقدية بناءة تتـَـبين مكامن الخلل ومواطنِ الضعف في المجالات الاقتصادية والسياسية والاجتماعية والثقافية، بغية تقديم تصور واقعي وبديل موضعي لما هو مطروح، يوُسهم مع الآخرين بالطبع، في اقتراح الحلول المناسبة لمختلف المشكلات التي تعترض بناء الدولة المدنية ينعم سكانها جميعاً بالرفاه والاستقرار.
في سبيل تحقيق هذا الهدف ينطلق حزبُ  قوى التغيير والإصلاح القومي من مرجعية مدنية تلتزم ثوابت بناء الدولة الحديثة وتتعاطى مع المستجدات بآلية اجتهادية معاصرة قادرة على الاستيعاب شتى تجارب السودان الماضية وتجارب مختلف الدول النامية من حولنا، مراعية خصوصية الانتساب الوطني بالطبع، وموقنةً بأن التعدد الثقافي والاثني مصدرُ قوة وثراء وإلهام للشعب السوداني، ويسعى الحزبُ لإشاعة  قيم الديمقراطية بما تعنيه من ضمان للحريات العامة والشخصية وضمان لبناء دستوري تعددي، و تناوب سلمي على السلطة وفصل للسلطات من جهة، ومن جهة أخرى يؤسس لعمل جماعي قائم على احترام قواعد العمل المؤسسي في الدولة والتمسك باستقلال المؤسسات وصلاحياتها وتضبط العلاقات داخلها بما يضمن الاستقلال والتعاون والانسياب والفاعلية في عملها.
وتجسيدا لهذه المبادئ والموجهات العامة نطرح مسودة النظام الاساسي التالية لتحكم كل أنشطة الحزب و ممارساته:
البـــــــــــاب الأول
الاسم، المقر، الشعار، الرمز
المادة (1): اسم الحزب: حزب قوى التغيير والإصلاح القومي
المادة (2): مقر الحزب الرئيس هو العاصمة الخرطوم، ويمكن نقله إلى أية بقعة من بقاع الوطن بناءً على قرار من المكتب القيادي المنتخب وفقا لترتيبات يحددها النظام الداخلي.
المادة (3): شعار الحزب: البديل المسؤول نحو غدٍ مأمول.
المادة (4): الرمز المميز للحزب  
البـــــاب الثــــــــــــــــانــــي
المبادئ والأهـداف
الفصل الأول: المبادئ
المادة (5): المبادئ الأساسية للحزب هي:
1. التمسك بالقيم الاساسية للإسلام والعرف وكريم المعتقدات مصدراً للتشريع كما ينص عليه دستور البلاد.
2. تعزيز الوحدة الوطنية وحمايُتها في إطار وطني يعترف بالتعدد الاثني والثقافي ويحتفي به وينميه.
3. حماية الحريات الفردية والجماعية والدفاع عن الحقوق الأساسية للمواطن والإنسان.

المحافظة على أمن البلاد واستقرارها ووحدة أراضيها.
1. ضمان حماية الملكية الجماعية والفردية وحرية المبادرة والإبداع في إطار الضوابط القانون والمصلحة العامة.
2. التمسك بالديمقراطية التعددية كأداة وحيدة شرعية لتحقيق التداول السلمي على السلطة.

 الفصل الثاني: الأهـداف
المادة (6): يهدف حزب قوى التغيير والإصلاح القومي إلى:
1. إقامة مجتمع حر ومتضامن ينعم بمستوى جيد من الرفاهية ويحقق الخير العام لجميع فئات المجتمعات السودانية.
2. تعزيز الاستقلال الوطني، والدفاع عن المصالح العامة للبلاد، وعن هويتها وثوابتها.
3. إرساء دولة الحق والقانون والحكم الراشد.
4. القضاء على مختلف اشكال القبلية والفئوية والجهوية والمحسوبية وغيرِها من الانتماءات الأولية المضرة بالمجتمع المدني الحر الديمقراطي.
5. تحقيق العدالة الاجتماعية وإشاعة العدل وارساء قيم الخير والتسامح.
6. تطوير سياسة اقتصادية تجمع بين حماية الموارد وبين تنميتها واستدامتها
7. الاجهاز التام على الفساد من خلال العمل على تشديد القوانين الخاصة بمحاربته وإعطاء المثل الحسن وتفعيل مبدأ العقوبة والمكافأة ومحاربةُ الفقر بكافة أشكاله.
8. حماية ونشر وتوثيق التراث الوطني وإحياء دور السودان الحضاري والريادي في أفريقيا والوطن العربي.
9. العمل من أجل تنمية اقتصادية مستدامة تحارب الفقر وتقضى على سوء توزيع الثروة وتركز على البنى التحتية الأساسية.
10. النهوض بالمرأة ومناصرتها وحماية الأسرة والطفل.
11. إعطاء الشباب العناية المستحقة وخاصة في مجالي التشغيل والتدريب.
12. صياغة نظام تعليمي فعال بالاستفادة من تجارب الدول المتقدمة في الاقليم والعالم في هذا المجال.
13. دعم القطاع الصحي والاجتماعي عموما وتنويع خدماته.
14. التعاون من أجل قيام نظام عالمي مؤسَّس على الأمن والعدل والاستقرار والتعايش السلمي والعدالة الاجتماعية، ويسعى إلى القضاء على الحروب ومصادر النزاعات المسلحة والتفاوتات الهائلة بين دول الجنوب والشمال في مجالات الرفاهية التنمية.
15. الدفاع عن القضايا العادلة في العالم ونصرة المظلومين والتأكيد على حق الشعوب في تقرير مصيرها.
16. دعم وتفعيل كل التوجهات الوحدوية عربياً وإفريقياً وإسلامياً.

الوسائل :
يعمل الحزب على تحقيق أهدافه ملتزماً بأحكام الدستور والقانون والوسائل الديمقراطية عبر الندوات الجماهيرية والنشر والاعلام للتبشير بمبادئه وأهدافه.
البـــــــــاب الثـــــــــــالـــث
العضوية، فقدان العضوية والاستقالة، والعقوبات
الفصل الأول: العضوية
المادة (7): العضوية لحزب قوى التغيير والإصلاح القومي مفتوحة لكل سوداني وسودانية بالشروط التالية:
1. الخلو من الموانع القانونية والتمتع بالأهلية
2. أن يكون المتقدم أو المتقدمة في عمر 18 سنة على الأقل.
3. الاقتناع بمبادئ الحزب وتوجهاتِه وبرنامجه.
4. التعبير عن الرغبة في الالتحاق بعضوية الحزب.
5. انتهاج النظم الداخلية واستيفاء إجراءات العضوية.

الفصل الثاني: الاستقالة و الجزاءات
المادة (8): الاستقالة حقُّ تحدد النظم إجراءات ممارسته والتعامل معه.
المادة (9): يحرص الحزب على تكريس قيم الانضباط وأخلاقيات العمل الجماعي، وضمانا لذلك له أن يلجأ إلى الجزاءات  التالية:
1-الاستفسار
2-الإنذار
3-التعليق (تعليق العضوية)
4-الفصل
تبين اللوائح الأسباب الموجبة لهذه الجزاءات وكذلك إجراءات إصدارها وتطبيقها.
المادة (10): لا يعاقب أي عضو إلا بعد تمكينه من حقه الكامل في الدفاع عن نفسه ومواقفه.
الفصل المؤقت والنهائي من اختصاص المكتب التنفيذي  للحزب طبقا للشروط المنصوص عليها في اللوائح.
المادة (11): تُفقَد العضويةُ لأحد الأسباب التالية:
1-الاستقالة
2-الوفاة
3-الفصل
4-العضوية لحزب آخر أو العمل لصالحه على حساب الحزب
5-الانحراف عن الخط الفكري والأخلاقي للحزب والعمل ضد قراراته وتوجهاته المعلنة.
البــــــــــاب الـــــــــــــرابـــــــع
حقوق وواجبات الأعضاء
الفصل الأول: الحقوق
المادة (12): يتمتع الأعضاء بالحقوق التالية:
1. المساواة في الحقوق والواجبات في كافة الاصعدة.
2. إبداء الرأي والاعتراض مراعاة للضوابط الواردة في المادة (13)
3. الاطلاع على الأنظمة والقرارات
4. مساندة العضو والدفاع عنه في حالة تعرضه لتعسف أو متابعة سياسية.
5. حق الترشح والانتخاب

 الفصل الثاني: الواجبات
المادة (13): يلتزم العضو بما يلي:
1. جماعية القرارات
2. النزول لرأي الأغلبية ولو خالف رأيه/ رأيها.
3. الدفاع عن خَطِّ الحزب السياسي والعمل على إنجاح خططه وبرامجه.
4. ديمقراطية النقاش والمداولات والوصول للقرارات الجماعية.
5. الأخلاق الفاضلة قولا وممارسة.
6. أداء كافة الواجبات المالية المحددة في أنظمة الحزب.
7. حضور الاجتماعات والأنشطة الحزبية.
8. ألا يتقلد منصبا سياسيا إلا بموافقة المكتب القيادي.
9. الالتزام بسرية المداولات.

البــــــاب الخـــــــــامــــــس
الهيئات والصلاحيـات
المادة (14): هيئات الحزب هي: الهياكل القاعدية، الهيئات القومية
الفصل الأول: الهياكل التنظيمية
المادة (15): الهياكل التنظيمية هي:
1. المحلية
2. الولائية
3. الهيئة القومية (المستوي الاتحادي القومي)

المادة (16): المحلية هو الهيئة الحزبية العليا على مستوى المحلية أو الجالية، ويتشكل من مجموع الأحياء والقرى.
المادة (17): الولائية هي البنية المركزية على مستوى الولاية، وتنسق عمل المحليات التابعة لها.
الفصل الثاني: الهيئات الوطنية
المادة (18): الهيئات القومية هي: المؤتمر العام، المجلس القومي، الهيئة القيادية، المكتب التنفيذي.
المؤتمر العام
المادة (19): يتشكل المؤتمر العام من الأعضاء المصعدين من الولايات وأجهزة الحزب القيادية على المستوى الولائي و القومي تحدد اللوائح عددهم ومعايير التصعيد  
المادة (20): المناديب الاستحقاقيون لعضوية المؤتمر العام هم:
1. المكاتب التنفيذية لمنظمتي النساء والشباب التي سينشئها الحزب.
2. كل أعضاء الحكومة المنتسبون للحزب.
3. كل برلمانيو الحزب علي المستوى الاتحادي أو الولائي.

المادة (21): صلاحيات المؤتمر هي:
1. المصادقة على جدول أعماله.
2. تحديد التوجهات العامة للحزب.
3. قرارات الحل والاندماج ونقل المقر.
4. إجازة وتعديل النظام الأساسي المصادقة.
5. تقويم أداء الحزب.
6. انتخاب رئيس الحزب بالاقتراع السري المباشر.
7. اعتماد المرشحين لعضوية المجلس القومي من الولايات (237 عضواً)
8. تعين مصادر تمويل الحزب حسب قانون الأحزاب وأوجه الصرف المتبقية وإجازتها.
9. حجب الثقة عن رئيس الحزب بأغلبية الثلثين في جلسةٍ خاصة بناءً على طلب موقع من ثلثي أعضاء المجلس القومي.

المادة (22): يجتمع المؤتمر العام في دورة عادية كل خمس سنوات، وفي دورة طارئة بدعوة من ثلثي أعضاء المجلس القومي.  
المادة (23): يترأس الجلسة الافتتاحية للمؤتمر رئيس الحزب بمساعدة رئيس اللجنة التحضيرية للمؤتمر ونائبه ومقررين تعينهما اللجنة التحضيرية للمؤتمر بحسب لائحة المؤتمر
1. يدعو المؤتمر المجلس القومي الانعقاد في نهاية جلسات المؤتمر للانعقاد في نهاية المؤتمر تفادياً لأي تأخير.

المجلس القومي
المادة (24): المجلس القومي هي الهيأة التشريعية والرقابية العليا في الحزب في ما بين دورات انعقاد المؤتمر.
المادة (25): صلاحيات المجلس القومي هي:
1. مراقبة ومتابعة تطبيق مقررات وتوصيات المؤتمر.
2. تقويم المشاركة السياسية للحزب في الحكومة ودوره في المعارضة.
3. اختيار سبعة وثلاثون عضواً من بين عضويته للهيئة القيادية للحزب على ان يكون ذلك في جلسة انعقاده الأولى .
4. استكمال النقص في عضويته لأي سبب.
5. المصادقة على الخطة والميزانية السنوية التي تقدمها الهيئة القيادي.
6. المصادقة على البرنامج العام للحزب.
7. إجراء التعديلات الضرورية على البرنامج العام متى ما كان ذلك ضرورياً.
8. تعويض رئيس الجمعية العمومية بعد شغور منصبه.
9. الدعوة للمؤتمر الطارئ لا تكون إلا بأغلبية الثلثين في جلسة خاصة بناءً على طلب موقع من ثلث أعضاء المجلس القومي

الهيئة القيادية
المادة (26): المكتب القيادي هو الهيئة السياسية للحزب وهو المكلف بـ:
1. تنفيذ خيارات وتوجهات الحزب واتخاذ المواقف السياسية.
2. تحديد الخط السياسي وفقاً للمبادئ العامة المادية التي أقرها الحزب في مؤتمره العام.
3. المشاركة في الحكومات أو الخروج منها أوالانتظام في سلك المعرضين المدنية.
4. المصادقة على التحالفات الانتخابية التي قد يعقدها الحزب.
5. متابعة تطبيق قرارات وتوصيات المؤتمر والجمعية العمومية.
6. إعداد مشروعي الخطة العامة والميزانية السنويتين لإجازتهما من قبل هيئات الحزب.
7. التحضير للمؤتمر العام الوطني.
8. تسمية المنتخبين من النواب على المستويين الاتحادي والولائي.
9. إعداد مشروع اللوائح الداخلية واجازتها.

المادة (27): يتشكل المكتب القيادي من 37 عضوا.
المادة (28): يجتمع الهيئة القيادية كل 3 شهور في دورة عادية، ويمكن أن يعقد دورة طارئة بناءً على دعوة من رئيس الحزب أو من ثلث أعضائه أو من المكتب التنفيذي.
المكتب التنفيذي
المادة (29): اللجنة التنفيذية جهاز متابعة وتنفيذ منتخب من الهيئة القيادية للحزب (17 عضواً)  يتولى:
1. متابعة المستجدات واتخاذ الإجراءات المناسبة.
2. اقتراح الخط السياسي على هيئات الحزب المختلفة.
3. اقتراح التحالفات الانتخابية على هيئات الحزب المختلفة.
4. اقتراح عضوية الأمانات الوطنية على هيئات الحزب المختلفة.
5. اقتراح خريطة الدوائر الانتخابية للترشحات واقتراح المرشحين بعد ضمان موافقة معظم أعضاء المكتب القيادي للحزب.

رئيس الحزب
المادة (30): رئيس الحزب هو المسئول الأول في الحزب والممثل له أمام القضاء، وهو مسؤول أمام المؤتمر والجمعية العمومية، ويترأس (أو من ينوب عنه) اجتماعات الهيئة القيادية واللمكتب التنفيذي ، والآمر بالصرف والناطق الرسمي باسمه وله أن يفوض بعض صلاحياته لمن يريد من بين عضوية الحزب.
المادة (31): يمكن للرئيس أن يعين مستشارين حسب ما تقتضيه المصلحة ومتطلبات العمل السياسي والإداري داخل الحزب.
المادة (32): للرئيس ان يختار نائب له ليساعده في حضوره ويخلفه في الة غيابه
المادة (33): في حالة وفاة الرئيس او حدوث طارئ يمنعه من العمل او استقال يتولى نائبه رئاسة الحزب بالتكليف على ان يعقد مؤتمر عام طارئ خلال فترة لا تتجاوز ستة أشهر
المادة (34): يحدد اللوائح  الترتيبات الضرورية لعمل اللجنة التنفيذية.
البــــــــاب الســــــــــــــادس
المداولات
المادة (35): تعتبر القرارات صحيحة إذا صدرت عن جهاز تنظيمي مختص مجتمع بطريقة قانونية
المادة (36): تُتَّخَذ القرارات بالأغلبية النصف زائد واحد ما لم ينص عليه بأغلبية أخرى، وعند تعادل الأصوات، يُعتبر صوت الرئيس مرجحاً، وفي حالة امتناعه عن التصويت يُلجأ إلى القرعة.
المادة (37): تنعقد الجلسات في الدعوة الأولى بالأغلبية المطلقة، وفي الدعوة الثانية بمن حضر من الأعضاء.
البــــــــــاب الســــــــــابــع
المالية
المادة (38): تتكون موارد الحزب من:
1. رسوم العضوية.
2. اشتراكات الأعضاء.
3. الهبات والتبرعات غير المشروطة بما يتسق مع قانون الأحزاب.
4. دعم الدولة المباشر.
5. عائدات الأنشطة الاجتماعية والثقافية للحزب.

المادة (39): تودع إيرادات الحزب في الحسابات المصرفية الخاصة بالحزب وتجري المحاسبة وفقا لصيغ المحاسبة العامة سنوياً وتودع منها نسخة لدى مجلس الأحزاب السياسية.
المادة (40): تُسيَّر الأرصدةُ طبقا لترتيبات النظام المالي المتقيد بالقوانين المعمول بها في جمهورية السودان.
البــــــــــــاب الثــــــــــامـــــن
أحكام عامة
المادة (41): يكون للمرأة نسبة خمسة في المائة في كافة الأجهزة التنظيمية في الحزب.
المادة (42): منظمتا النساء والشباب إطاران متخصصان تحدد اللوائح أجراءات عملها .
المادة (43): يشرح هذا النظام الأساسي بلوائح  داخلية تعدها الهيئة القيادية .
المادة (44): يسري هذا النظام فور مصادقة المؤتمر العام عليه.
المادة (45): لا يعدَّل هذا النظام إلا من طرف المؤتمر العام أو الجمعية العمومية والمكتب القيادي مجتمعين بأغلبية الثلثين وبناءً على طلب من ثلث الجمعية العمومية.
الهيكل التنظيمي للحزب بالولاية
المادة (32): تتكون كل أمانة ولائية من أمين وطني وعدد من الأعضاء لا يتجاوز عددهم العشرة.
الهيكل التنظيمي للحزب بالمحلية
المادة (46): تتكون كل أمانة محلية (أي على المستوى المحلي) من أمين محلي وعدد من الأعضاء لا يتجاوز عددهم العشرة.
الهيكل التنظيمي للحزب بالمهجر
المادة (46): تتكون كل أمانة في دول المهجر   (أي على المستوى دولة المهجر) من أمين محلي وعدد من الأعضاء لا يتجاوز عددهم العشرة.